# Owen Power
Owen Power (ur. 22 listopada 2002 w Mississaudze) – kanadyjski hokeista, reprezentant kraju, olimpijczyk z Pekinu 2022, mistrz świata.
Studiuje zarządzanie sportem na Uniwersytecie Michigan.

## Kariera klubowa
W latach 2015–2018 grał w juniorskich drużynach Mississauga Reps w Greater Toronto Hockey League. W sezonach 2018/2019 i 2019/2020 bronił barw Chicago Steel w juniorskiej United States Hockey League. Od sezonu 2020/2021 był hokeistą drużyny Uniwersytetu Michigan, występującej w National Collegiate Athletic Association. Pod koniec sezonu 2021/2022 zadebiutował w Buffalo Sabres, w NHL.

## Kariera reprezentacyjna
W sezonach 2018/2019 zagrał w reprezentacji Kanady U17. W reprezentacji seniorskiej zadebiutował na Mistrzostwach Świata w Hokeju na Lodzie 2021, na których wystąpił we wszystkich 10 spotkaniach rozegranych przez Kanadyjczyków i zdobył wraz z drużyną mistrzostwo świata.
W 2022 zagrał na Mistrzostwach Świata Juniorów w Hokeju na Lodzie 2022. Otrzymał także powołanie do olimpijskiej reprezentacji Kanady. Na igrzyskach w Pekinie w 2022 drużyna kanadyjska zajęła 6. miejsce. Power zagrał we wszystkich 5 spotkaniach, które rozegrali Kanadyjczycy.